# Kenny Werner

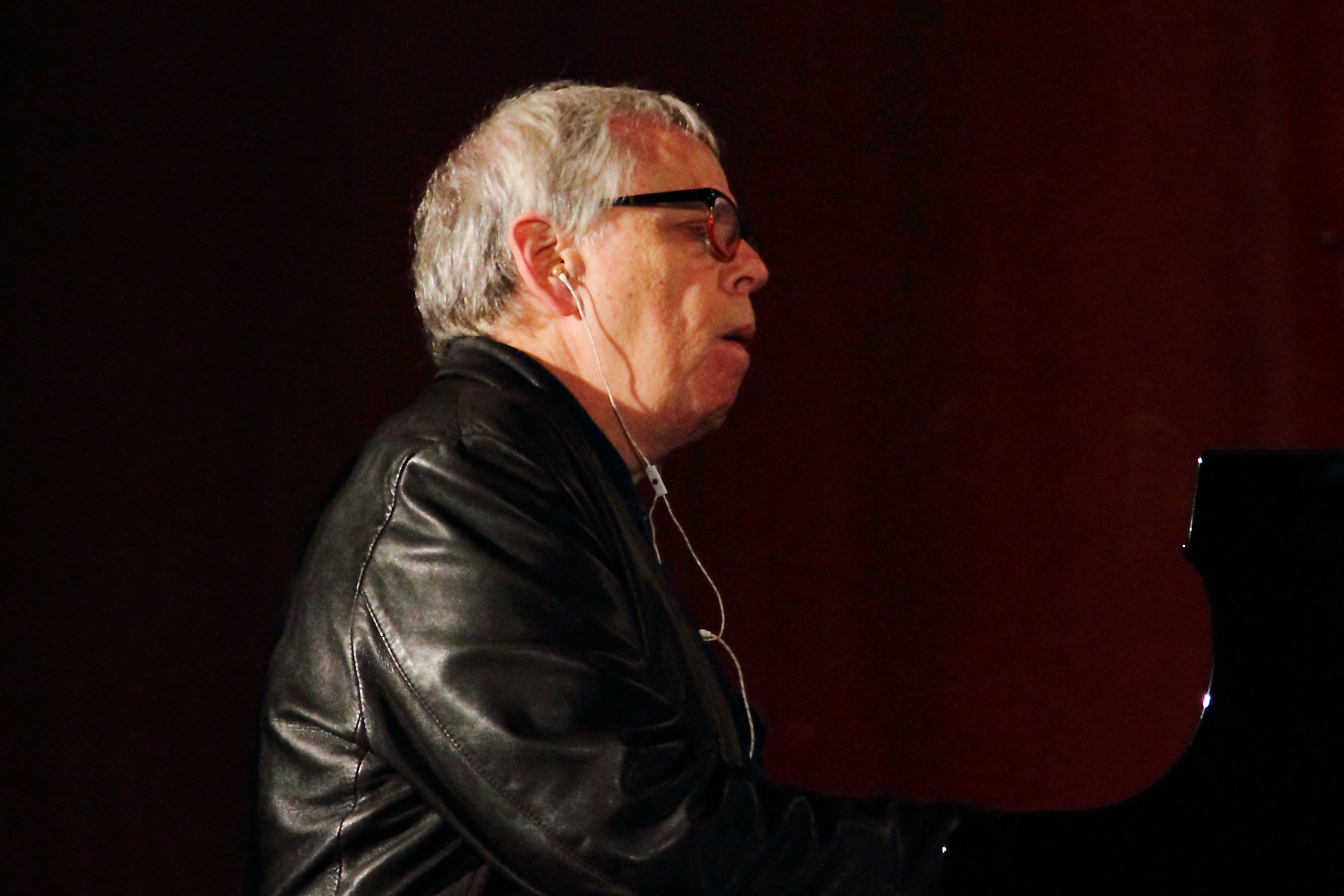
Kenny Werner auf dem INNtöne Jazzfestival 2016

Kenny Werner (* 19. November 1951 in Brooklyn) ist ein US-amerikanischer Jazzmusiker (Piano, Komposition).

## Wirken
Werner besuchte die Manhattan School of Music und wechselte 1970 zum Berklee College of Music. 1977 spielte er seine erste LP mit Musik von Bix Beiderbecke, Duke Ellington, James P. Johnson und George Gershwin ein, im gleichen Jahr das Album Something Like a Bird mit Kompositionen von Charles Mingus. 1981 erschien mit Beyond the Forest of Mirkwood sein erstes Soloalbum mit eigenen Kompositionen.
1981 gründete Werner das erste eigene Trio mit Ratzo Harris und Tom Rainey. Außerdem trat er Anfang der 1980er Jahre häufig mit Archie Shepp auf; 1984 wurde er Mitglied des Mel Lewis Orchestra. Daneben arbeitete er mit den Bands von Eddie Gomez, Tom Harrell und Joe Lovano und in Duoformationen mit Rufus Reid, Ray Drummond und Jaki Byard. Seit 1995 trat er mit Toots Thielemans im Duo auf, auch als Trio mit Oscar Castro-Neves und als Quartett mit Airto Moreira zusätzlich. Werner legte in den 1990er Jahren eine Reihe von Solo- und Trioalben vor, unter anderem für das Label Concord Jazz, die Auszeichnungen erhielten und auch kommerziell erfolgreich waren. 1998 erschienen zwei Alben in unterschiedlichen Triokonstellationen, die auch seine stilistische Vielfalt dokumentieren. Außerdem war er seit 1998 Pianist, Arrangeur und musikalischer Leiter der Schauspielerin und Sängerin Betty Buckley.
1999 gründete Werner ein neues Trio mit Ari Hoenig und Johannes Weidenmüller, das auch zum Kern größerer Besetzungen wurde; 2007 arbeitete er mit Bobby Selvaggio. Auf dem Album No Beginning No End betrauerte er den Verlust seiner Tochter, die 2006 bei einem Autounfall das Leben verlor; in dem Werk für großes Orchester, das auf klassischer westlicher und indischer Musik und Jazz aufbaut, wirkten als Solisten Joe Lovano und Judi Silvano. Auf dem Album Balloons: Live at the Blue Note spielte er mit Randy Brecker, David Sánchez, John Patitucci und Antonio Sánchez. Ein Solokonzert vom Montreal Jazz Festival erschien 2012 als Me, Myself & I.
Werner komponierte und arrangierte für das Mel Lewis Orchestra ebenso wie für europäische Großformationen wie die WDR Big Band, die Danish Radio Big Band und das Stockholm Jazz Orchestra sowie das niederländische Metropole Orkest. In Erwin Wagenhofers Film But Beautiful – Nichts existiert unabhängig (2019) wird er neben Lucia Pulido und Mario Rom porträtiert.
1996 veröffentlichte Werner das Lehrbuch Effortless Mastery, gefolgt von Becoming the Instrument: Lessons on Self-Mastery from Music to Life (Sweet Lo Press); er gibt Workshops und unterrichtet an der New York University.

## Diskographie (Auswahl)
- Beyond the Forest of Mirkwood, Soloalbum, 1981
- 289 Bridge St. mit Joe Lovano, Billy Drewes, Bill De Arango, Ratzo Harris, Tom Rainey, 1982
- Introducing the Trio mit Ratzo Harris, Tom Rainey, 1989
- Uncovered Heart mit Eddie Gomez, Joe Lovano, Randy Brecker, John Riley, Edson Cafe Adasilva, 1990
- Solo in Stuttgart, Soloalbum, 1992, ed. 2019
- Live at Maybeck Recital Hall, Vol. 34, Soloalbum, 1994
- Gu-Ru mit Tim Hagans, Billy Drewes, Jamey Haddad, Ratzo Harris, Tom Rainey, 1994
- Live at Visiones mit Ratzo Harris, Tom Rainey, 1995
- Meditations, Soloalbum, 1995
- A Delicate Balance mit Jack DeJohnette, Dave Holland, 1998
- Unprotected Music mit Marc Johnson, Joey Baron, 1998
- Beauty Secrets mit Billy Hart, Joe Lovan, Betty Buckley, Mark Feldman, Drew Gress, Heidi Stubner, Mary Wooten, Dave Ballou, Tony Malaby, Todd Reynolds, Victor Schultz, Ari Hoenig, Johannes Weidenmüller, 2000
- Peace mit Johannes Weidenmüller, Ari Hoenig, 2004
- Shadows mit Marcin Oleś, Bartlomiej Oles, 2006
- Lawn Chair Society mit Brian Blade, Scott Colley, Dave Douglas, Chris Potter, Lenny Picket, 2007
- Kenny Werner & Jens Søndergaard Play Balads: A Time for Love (Stunt 2008)
- No Beginning No End (Halfnote Records, 2010)
- Institute of Higher Learning mit dem Brussels Jazz Orchestra, 2011
- The Space (Pirouet, 2018)[4]
- Church on Mars (Newvelle, 2019)
- Benjamin Koppel, Kenny Werner, Scott Colley, Jack DeJohnette: The Art of the Quartet (2021)